# San Rafael, Las Margaritas
San Rafael är en ort i Mexiko.   Den ligger i kommunen La Independencia och delstaten Chiapas, i den sydöstra delen av landet, 900 km öster om huvudstaden Mexico City. San Rafael ligger 1 351 meter över havet och antalet invånare är 266.
Terrängen runt San Rafael är kuperad. Runt San Rafael är det ganska glesbefolkat, med 47 invånare per kvadratkilometer. Närmaste större samhälle är San Isidro el Zapotal, 13,0 km sydost om San Rafael. I omgivningarna runt San Rafael växer i huvudsak städsegrön lövskog.